# Léopold Courouble
Pour les articles homonymes, voir Courouble.
Léopold Courouble est un écrivain belge d'expression française, né le 3 février 1861 à Bruxelles et mort dans cette même ville le 17 mars 1937. Créateur du roman « bruxellois », il a inspiré de nombreuses pièces et écrits comme Le Mariage de Mademoiselle Beulemans et Madame Peperkoor de Fréderic Vander Elst (1930). Il oppose dans ses romans le langage des Bruxellois au français des plus châtiés.

## Biographie
Il naît au 11 rue des Chartreux (actuellement le numéro 38) dans la maison que possèdent ses parents, Auguste Prosper Courouble (né en 1831) et Mélanie Van Haelen (née en 1825), de riches commerçants de la capitale belge qui possèdent une fabrique et un magasin de papier. Il fera la première partie de ses études primaires à la rue du Boulet à Bruxelles, puis à l'âge de sept ans sera mis en pension à Vanves au lycée du Prince Impérial (actuel lycée Michelet), où il est le condisciple de Maurice Bernhardt (fils de Sarah Bernhardt), puis au lycée Louis-le-Grand à Paris jusqu'en 1877 et enfin à l'athénée de Bruxelles pour les deux dernières années de ses études secondaires (où son langage châtié lui vaudra bien des moqueries). Ensuite il s'inscrira à l'Université libre de Bruxelles et deviendra docteur en droit (session 1883-84) en même temps que son ami Eugène Demolder (1862-1919). Il connaît alors une période de pauvreté (peut-être due à de mauvaises affaires de ses parents). Il deviendra avocat mais en aura vite assez de plaider.
Il s'embarque alors sur un bateau pour l'Amérique (en tant que mousse ou matelot ou simple voyageur ?). Il écrira alors Atlantique Idylle, puis À bord du Jacques Van Artevelde. Il collabore au journal La Réforme en 1890 comme chroniqueur judiciaire sous le nom de maître Chamaillac. Il part pour le Congo belge en qualité de juge territorial à Léopoldville et ensuite officier de l'état civil et substitut du procureur d'État à Goma (de 1899/1900 à 1903). Il n'y reste pas longtemps car sa santé y est mauvaise. Il écrira en souvenir de son bref séjour au Congo En plein soleil - profils blancs et frimousses noires - Images d'Outre-Mer. Il épouse Clotilde Hobé le 19 mai 1891, il est alors avocat, résidant au 166, rue Cortenberg à Bruxelles. Son premier livre Contes et Souvenirs (1893) est une ébauche des titres à venir.
La famille Kaekebroek (1901) sera le premier « roman régional ». Il sera suivi de Pauline Platbrood (1902) (il exista une famille Platbrood  rue des Chartreux), Les Noces d'or de Madame et Monsieur Van Poppel (1902), Les Cadets du Brabant (1903), Le Mariage d'Hermance (1905), Madame Kaekebroek à Paris (1910) puis beaucoup plus tard le Roman d'Hippolytte (1927) dédié à son fils Robert, mort le 23 avril 1915 sur le front de l'Yser. À la fin de la guerre, effondré par ce malheur, il quitte la Belgique et se réfugie dans le sud de la France, à Toulon. Il écrira alors pour le journal La Nouvelle Gazette.  Il aurait effectué un voyage au Dahomey en 1933, et fait paraître un article dans La Gazette, intitulé « Mes heures Dahoméennes ». Il revient à Bruxelles en 1937 et y mourra à l'hôpital Saint-Pierre, 320, rue Haute, bien que domicilié à Saint-Gilles, au 43 rue du Mont Blanc, tout en ayant toujours Toulon, dans le Var, comme lieu de résidence.
Ses déclarations feront scandale au sein de la société bien pensante de l'époque. Il excusait l'adultère mais surtout critiquait le catholicisme :  « Je ne parviens pas à me figurer ce dieu abstrait, invisible, qui ne se manifeste pour rien du tout... Je n'aime, ni les prêtres, ni la morale catholique ».
Il quitte l'ordre des avocats en 1904. Il fait la première page du journal Le Pourquoi pas ? du 5 septembre 1912. Le 12 novembre 1921, il a été élu à l'Académie royale de Langue et de Littérature françaises de Belgique.
La commune bruxelloise de Schaerbeek a donné son nom à une rue. Il a habité un certain temps à Schaerbeek, rue des Palais.

## Œuvres
Il a notamment publié :
- Contes et récits d'un Bruxellois, éd. Lacomblez[4], Bruxelles, 1907. Illustrations de Constant Dratz.
- La ligne des Hespérides,  éd. Lacomblez,  Bruxelles, 1907.
- Les cadets du Brabant éd. Lebègue[4],  Bruxelles 1903 (qui est la 4e partie de La Famille Kaekebroek)
- Le mariage d'Hermance éd. Lacomblez, Bruxelles, 1905. Réed. La Renaissance du livre, Bruxelles 1926.
- Images d'Outre-Mer, éd. Lacomblez, Bruxelles, 1903.
- Atlantique Idylle, Les fiançailles de Joseph Kaekebroek. Ferdinand Mosselman, éd. Lacomblez Bruxelles 1895
- A bord du Jacques Van Artevelde, éd. La Renaissance du livre - Bruxelles 1931
- Le roman d'Hyppolyte, éd. La Renaissance du livre, Bruxelles[4], 1927. Dédié à la mémoire de son fils Robert mort à la guerre en 1915.
- La maison Espagnole, éd. Lebègue Bruxelles 1904. Souvenirs de la maison familiale, rue des Chartreux. (A consulter http://saintjacquesborddesenne.org/)
- Contes et souvenirs, éd. Lacomblez,  son premier livre ébauche de ses histoires bruxelloises, 1893.
- Mes Pandectes, recueil de drôleries judiciaires, préface d'Edmond Picard, 1900.
- Notre langue, éd. Lacomblez, 1898.
- Profils blancs et Frimousses noires, éd. Lacomblez, 1901.
- La Famille Kaekebroeck,  1901  - 15 éditions avant 1940 !
- Pauline Platbrood,  éd. Lacomblez, Bruxelles, 1902.
- Les Noces d'or de monsieur et madame Van Poppel,  éd. Lacomblez Bruxelles 1902. Préface de Georges Eekhoud.
- En plein soleil- Impressions Congolaises,  éd. Lacomblez, 1900 (réed. La renaissance du livre, Bruxelles 1930, et chez www.lecri.be[4] en septembre 2010).
- Madame Kaekebroek à Paris, éd. Lacomblez 1910. Rééd? chez La Renaissance du livre, Bruxelles 1926.( 5e partie de la famille Kaekebroek)
- Le petit Poels, éd. Lacomblez 1913. Réed. La renaissance du livre Bruxelles 1927.
- Prosper Claes, éd. La renaissance du livre, 1929.
- L'étoile de Prosper Claes,  éd. La renaissance du livre Bruxelles 1930.
- Les deux croisières, éd. La renaissance du livre 1928. Il s'agit d'Atlantique Idylle et La Ligne des Hespérides en un seul volume.

D'autres ouvrages auraient peut-être vu le jour, car étaient en préparation ; il s'agirait de :
- La Maison du juge, impressions d'Afrique.
- Carnets de voyage.
- 'Croquis Bruxellois.
- L'autre secret de la vieille demoiselle, roman provençal.
- À travers la Camargue.

## Distinctions
- Commandeur de l'ordre de la Couronne en 1926.

## Sources
- Biographie sur le site de l'Académie royale de langue et de littérature françaises de Belgique